# 10249 Harz
För andra betydelser, se Harz (olika betydelser).
10249 Harz eller 9515 P-L är en asteroid i huvudbältet som upptäcktes den 17 oktober 1960 av den nederländsk-amerikanske astronomen Tom Gehrels och det nederländska astronomparet Ingrid van Houten-Groeneveld och Cornelis Johannes van Houten vid Palomarobservatoriet. Den är uppkallad efter bergskedjan Harz.
Asteroiden har en diameter på ungefär 4 kilometer.